# Nova Gora, Dolenjske Toplice
Nova Gora este o localitate din comuna Dolenjske Toplice, Slovenia.